# Виетри ди Потенца
Виѐтри ди Потѐнца (на италиански: Vietri di Potenza) е малко градче и община в Южна Италия, провинция Потенца, регион Базиликата. Разположено е на 305 m надморска височина. Населението на общината е 2905 души (към 2013 г.).